# نيتشينان (ميازاكي)
مدينة نيتشينان (بالإنجليزية: Nichinan)‏ هي إحدى المدن التابعة لمحافظة ميازاكي. تأسست رسميًا في 01/01/1950. ويقدر عدد سكانها بـ 43264 نسمة حسب تقدير مكتب الإحصاء الياباني لعام 2012. تبلغ مساحة نيتشينان 294.46 كم2. بكثافة سكانية تبلغ 147 نسمة/كم2.

## توأمة
لنيتشينان (ميازاكي) اتفاقيات توأمة مع:
- بورتسموث

## أعلام
- تاكيهارو إيشيموتو
- موتوهيرو هاتا
- أكيهيسأ إيكيدا